# Пърдейци
Пърдейци (на македонска литературна норма: Прдејци) е село в община Гевгели, Северна Македония.

## География
Селото е разположено в областта Боймия, на 9 километра северно от град Гевгели.

## История
В XIX век Пърдейци е село в Гевгелийска каза на Османската империя. Църквата „Света Петка“ е от 1861 година и е дело на Андон Китанов. В „Етнография на вилаетите Адрианопол, Монастир и Салоника“, издадена в Константинопол в 1878 година и отразяваща статистиката на населението от 1873 година, Пърдец (Pardetz) е посочено като село с 95 домакинства и 80 жители мюсюлмани и 368 българи.
В селото в 1895 – 1896 година е основан комитет на ВМОРО.
Според статистиката на Васил Кънчов („Македония. Етнография и статистика“) от 1900 г. Пърдейци има 150 жители българи християни и 600 турци.
Цялото християнско население на селото е под върховенството на Цариградската патриаршия. По данни на секретаря на Българската екзархия Димитър Мишев („La Macédoine et sa Population Chrétienne“) в 1905 година в Пърдейци (Perdeïtzi) има 184 българи патриаршисти гъркомани.
При избухването на Балканската война в 1912 година пет души от Пърдейци се записват доброволци в Македоно-одринското опълчение.
След Междусъюзническата война в 1913 година селото попада в Сърбия. Според Димитър Гаджанов в 1916 година в Пърдейци живеят 521 турци и 162 българи.
Сръбските власти прекръщават селото на Степаново.
Според преброяването от 2002 година селото има 514 жители.
| Националност | Всичко |
| македонци    | 514    |
| албанци      | 0      |
| турци        | 0      |
| роми         | 0      |
| власи        | 0      |
| сърби        | 0      |
| бошняци      | 0      |
| други        | 0      |

## Личности
Родени в Пърдейци
- Андон Карагонов, български революционер, деец на ВМОРО[5]
- Гоце Кусиделков, български революционер, деец на ВМОРО[5]